# Cry for Help
«Cry for Help» es una canción del cantante británico Rick Astley. Fue lanzado el 21 de enero de 1991 como el primer sencillo de su tercer álbum de estudio, Free. Fue escrito por Rick Astley y Rob Fisher. 
La canción alcanzó la posición número siete en UK Singles Chart de Reino Unido y Billboard Hot 100 de Estados Unidos. En el Reino Unido, el buen recibimiento comercial de la canción significó que Astley se convirtiera en el primer solista masculino en tener sus primeros ocho sencillos entre las diez primeras posiciones de la lista UK Singles Chart.

## Listado de pistas
- Cry for Help (edición sencilla) – 4:03
- Cry for Help – 4:50
- Cry for Help (mezcla extendida) – 6:26

## Créditos y personal
- Arreglos y dirección: Anne Dudley
- Arreglos de coros: Andrae Crouch y Anne Dudley
- Piano y Sintetizadores: Dave West
- Bajo: Niels-Henning Orsted Pedersen
- Batería: Vinnie Colaiuta
- Guitarra: Hywell Maggs
- Percusión: Jacob Andersen
- Coros: Coro del Gospel de Andrae Crouch

## Posicionamiento en listas
| Listas (1991)                                   | Mejor posición |
| ----------------------------------------------- | -------------- |
| Australia (ARIA)                                | 13             |
| Austria (Ö3 Austria Top 40)                     | 22             |
| Bélgica (Flandes) (Ultratop 50)                 | 5              |
| Canadá Top Singles (RPM)[cita requerida]        | 4              |
| Canadá Adult Contemporary (RPM)[cita requerida] | 1              |
| Finlandia: (Suomen virallinen lista)            | 11             |
| Alemania (Media Control AG)                     | 14             |
| Irlanda (IRMA)[cita requerida]                  | 9              |
| Países Bajos (Dutch Top 40)                     | 11             |
| Países Bajos (Mega Single Top 100)              | 11             |
| España (AFYVE)                                  | 11             |
| Suecia (Sverigetopplistan)                      | 17             |
| Reino Unido (UK Singles Chart)                  | 7              |
| Estados Unidos (Billboard Hot 100)              | 7              |
| Estados Unidos (Adult Contemporary)             | 1              |